# Last Vegas
A Last Vegas 2013-ban bemutatott amerikai filmvígjáték, melyet Dan Fogelman forgatókönyvéből Jon Turteltaub rendezett. A főszereplők Robert De Niro, Morgan Freeman, Michael Douglas és Kevin Kline.
2013. november 1-jén mutatták be az Amerikai Egyesült Államokban.

## Cselekmény
Négy idősödő férfi, Billy (Michael Douglas), Paddy (Robert De Niro), Archie (Morgan Freeman) és Sam (Kevin Kline) gyerekkoruk óta barátok Brooklyn Flatbush negyedében.
Amikor a gazdag Billy azt tervezi, hogy elveszi a majdnem 40 évvel fiatalabb Lisát, Billy meghívja őket, és a négy barát találkozik egy Las Vegas-i legénybúcsún. Ehhez Archie-nak el kell szabadulnia túlgondoskodó fiától, Ezrától, aki Archie stroke-ja óta úgy bánik apjával, mint egy kiskorú gyerekkel. Sam engedélyt kap feleségétől, Miriamtól egy kalandhoz, amelytől azt reméli, hogy feléleszti szexuális életüket. Paddy a felesége, Sophie halála után teljesen kivonult a baráti köréből, és morózusan éli napjait. Ráadásul összeveszett Billyvel és egy ideje nem is beszél vele. Csak egy csellel sikerül a három barátnak Vegasba csalogatni Paddyt.
Paddy és Billy már az első találkozásukkor összetűzésbe kerülnek, mert Billy nem ment el Sophie temetésére. A Binion's Gambling Hallban ők négyen találkoznak Dianával, aki elbűvöli őket az éneklésével - ami Dianának is tetszik. Elvált, a lánya elköltözött otthonról, kirúgták, és most bárénekesként próbál boldogulni. Együtt iszogatnak, jól érzik magukat, és Diana csatlakozik a férfiakhoz, akik be akarnak jelentkezni az Aria Resort and Casinóba.
Ott Archie egy blackjack-asztalhoz megy, és felteszi a nyugdíjalapja felét, remélve, hogy a betegség okozta nyomorúságát maga mögött hagyhatja. Amikor Paddy és Sam visszatér a szobából, addigra Archie már több mint 100 ezer dollárt nyert. Eközben Billy Dianával ellátogat az esküvői kápolnába, hevesen flörtölnek és megkedvelik egymást.
A kaszinó igazgatója a négy barátnak a legjobb szállodai lakosztályt biztosítja - arra számítva, hogy Archie ismét elszerencsejátékozza a nyereményét. Billy elővesz a táskájából egy whiskysüveget, amelyet még gyerekkorukban loptak el egy flatbush-i boltból. Ezzel akarja megünnepelni az újraegyesülésüket, de Paddy (ismét) szemére veti, hogy nem volt ott Sophie temetésén, mindhármukat hazugnak nevezi, és elmegy.
A többiek a szálloda éjszakai klubját látogatják meg, ami a fiatalok körében nagyon népszerű. Ott hallhatnak némi bölcsességet az öreg nagypapákról és a fiatal menyasszonyokról. Amikor egy részeg verekedésbe kezd, Paddy előbújik a háttérből, és egy ütéssel lerendezi a problémát.
Másnap reggel Billy, Archie és Sam lábadozik a másnaposságból. Paddy, aki a bokszedzés után újult erőre kapott, felkeresi Dianát, és beszélgetésbe elegyedik vele. Elmondja neki, hogy ő és a barátja, Billy ugyanabba a lányba (Sophie) voltak szerelmesek, és hogy a lány őt, Paddyt választotta. Diana azt tanácsolja neki, hagyja abba a gyászolást, mert Sophie biztosan nem ezt akarná. A férfi megenyhül, a beszélgetés jó hatással van rá.
Később mind a négyen találkoznak a medencénél, és Paddy bevallja Billynek, hogy el akarja temetni a haragját; ugyanakkor megkérdezi Billyt, hogy tényleg el akar-e venni egy ennyivel fiatalabb nőt. A medencés jelenet azzal ér véget, hogy egy hatalmas legénybúcsúra készülnek, amelyben az előző esti fiatal nők, egzotikus táncosnők és egy transzvesztita zenekar is szerepel.
Másnap reggelre Paddynek kitisztul a feje, a szálloda medencéjében beszélget Billyvel, és megérteti vele, hogy nincs joga eldönteni, hogy az emberek kit szerethetnek és kit nem. Aznap este, amikor a buli már javában tart, az öregek az előző este ellenkezőjét tapasztalják: Paddy végre leveszi a jegygyűrűjét, Archie a profikkal táncol és élvezi a tapsot, Samet pedig majdnem elcsábítja az előző esti koszorúslány.
Paddy elmondja Billynek, hogy azért hívta meg Dianát, mert beleszeretett; azonban rájön, hogy Billyben ismét riválisa akadt. Amikor megjelenik, Billy követeli, hogy mondjon le róla Paddy az ő javára. Diana azonban nem akar olyan „ajándék” lenni, mint Sophie volt annak idején. Paddy ezt meghallja, és teljesen összetörik. A régi whiskysüveg a szemétben végzi.
Lisa megérkezik a szállodába a barátaival és Paddy közli vele, hogy semmi sem jöhet össze Billyvel, mert a férfi nem szereti őt igazán. Paddy dühös, de rájön, hogy részben lekötelezettje Billynek, amiért megadta neki a lehetőséget, hogy annyi boldog évet tölthetett a nővel, akit szeretett. Rájön, hogy csak úgy tudja meghálálni, ha megakadályozza, hogy Billy olyan nőt vegyen feleségül, akibe nem igazán szerelmes. Ezért azt javasolja Billynek, hogy tisztázza ezt Lisával. Paddy azt akarja, hogy Billy végre megkapja azt a nőt, aki neki való. Veszekedés alakul ki Billy és Lisa között, a lány végül elmegy. Összepakol és rájön, hogy fél az öregségtől és az egyedülléttől. Négyen újra összebarátkoznak, Billyt rábeszélik, hogy találkozzon Dianával. Amikor éppen elhagynák a lakosztályt, a whiskysüveg újra előkerül. Búcsúzóul felbontják, de rájönnek, hogy a tartalma nem öregedett olyan jól, mint ők.
Néhány hónappal később Billy és Diana közösen felhívják Archie-t és Paddyt, hogy elmondják, összeházasodnak. Samet nem tudják elérni, mert jelenleg „elfoglalt” a feleségével.

## Szereplők
| Színész          | Szerep  | Magyar hang     |
| ---------------- | ------- | --------------- |
| Robert De Niro   | Paddy   | Tordy Géza      |
| Michael Douglas  | Billy   | Dörner György   |
| Morgan Freeman   | Archie  | Helyey László   |
| Kevin Kline      | Sam     | Szacsvay László |
| Mary Steenburgen | Diana   | Kocsis Judit    |
| Jerry Ferrara    | Todd    | Hamvas Dániel   |
| Romany Malco     | Lonnie  | Király Attila   |
| Michael Ealy     | Ezra    | Papp Dániel     |
| Roger Bart       | Maurice | Csankó Zoltán   |
| Joanna Gleason   | Miriam  | Kovács Nóra     |
| 50 Cent          | Önmaga  | Szabó Máté      |
| Redfoo           | Önmaga  | Welker Gábor    |

## Bevételi adatok
A film bevétele Észak-Amerikában 63 392 489 dollár, míg más országokban 41 753 467 dollár volt, így világszerte összesen 105 145 956 dolláros bevételt termelt, ami jóval meghaladta a költségvetését.

## Fordítás
- Ez a szócikk részben vagy egészben  a   Last Vegas című német Wikipédia-szócikk fordításán alapul.  Az eredeti cikk szerkesztőit annak laptörténete sorolja fel. Ez a jelzés csupán a megfogalmazás eredetét és a szerzői jogokat jelzi, nem szolgál a cikkben szereplő információk forrásmegjelöléseként.
- Ez a szócikk részben vagy egészben  a   Last Vegas című olasz Wikipédia-szócikk fordításán alapul.  Az eredeti cikk szerkesztőit annak laptörténete sorolja fel. Ez a jelzés csupán a megfogalmazás eredetét és a szerzői jogokat jelzi, nem szolgál a cikkben szereplő információk forrásmegjelöléseként.